# Dick Christie
Dick Christie (Malibù, 21 ottobre 1948) è un attore statunitense.

## Biografia
È conosciuto soprattutto per il ruolo di Ted Lawson nel telefilm Super Vicki, girato tra il 1985 e il 1989 e andato in onda in Italia negli anni '80 su Canale 5. Ha lavorato anche in altre serie televisive quali Who's the Boss?, Days of Our Lives, Hunter, Mama's Family, California, Newhart, Cuore e batticuore, The Waltons e I Roper. Christie ha anche sceneggiato nel 1999 il film Molly. Il 16 ottobre 2013 entra nel cast di Beautiful nel ruolo di Charlie Webber, guardia della Forrester Creations e compagno di Pamela Douglas (Alley Mills).

## Filmografia parziale

### Cinema
- Fai come ti pare (Any Which Way You Can), regia di Buddy Van Horn (1980)
- Crazy Runners - Quei pazzi pazzi sulle autostrade (Honky Tonk Freeway), regia di John Schlesinger (1981)
- Troppo belle per vivere (Looker), regia di Michael Crichton (1981)
- Molly (Molly), regia di John Duigan (1999)
- Operazione Spy Sitter (The Spy Next Door), regia di Brian Levant (2010)
- Hell or High Water (Hell or High Water), regia di David Mackenzie (2016)

### Televisione
- L'asso dei detective (Ace Crawford, Private Eye) – serie TV, 5 episodi (1983)
- Super Vicky - serie TV, 96 episodi (1985-1989)
- Beautiful (The Bold and The Beautiful) (2013-in corso)

## Doppiatori italiani
- Oliviero Dinelli: in Super Vicky, Beautiful